# Punta Oeste
Punta Oeste (von spanisch oeste ‚Westen‘) ist eine Landspitze im Norden der Livingston-Insel im Archipel der Südlichen Shetlandinseln. Auf der Nordseite des Kap Shirreff, dem nördlichen Ausläufer der Johannes-Paul-II.-Halbinsel, liegt sie nordnordöstlich des Playa Nibaldo.
Wissenschaftler der 46. Chilenischen Antarktisexpedition (1991–1992) benannten sie.